# إستانيسلاو أرتال
إستانيسلاو أرتال (بالإسبانية: Estanislao Artal)‏ (1 يناير 1911 – 1 سبتمبر 1967) هو سبّاح إسباني راحل، مثّل بلاده في الألعاب الأولمبية الصيفية 1928.

## روابط خارجية
إستانيسلاو أرتال على موقع أوليمبيديا (الإنجليزية)